# Europa Press
Europa Press est une agence de presse privée espagnole fondée à Madrid en 1953 par Torcuato Luca de Tena Brunet.

## Historique
Europa Press est une agence de presse espagnole privée. Elle a été fondée en 1953 par Torcuato Luca de Tena Brunet et d'autres membres de l'Opus Dei qui ont occupé de hautes fonctions gouvernementales sous le régime franquiste. En 1968, la propriété d'Europa Press est passée aux mains de l'homme d'affaires Francisco Martín Fernández de Heredia, décédé en 2011. Le caractère familial de l'agence a été renforcé par l'incorporation de Luis Martín Cabiedes, diplômé en philosophie de l'Université complutense de Madrid en 1989, d'Asís Martín Cabiedes en 1994 et de Rosario Martín Cabiedes en 2006.
Constituée comme l'une des plus grandes agences du pays, elle émet principalement en espagnol 24 heures sur 24 et dispose de correspondants dans toutes les communautés autonomes d'Espagne.